# Sergey A. Kurbatov
Sergey Kurbatov est un entomologiste russe, spécialiste des coléoptères de la famille des Staphylinidae, et notamment la sous-famille des Pselaphinae.

## Taxons dédiés
- Agathidium kurbatovi Perkovsky, 1990
- Agathidium kurbatovianum Angelini, 1999
- Alyculus kurbatovi Kazantsev, 1999
- Anemadiola kurbatovi Perreau, 1996
- Bacanius kurbatovi Gomy & Tishechkin, 1993
- Baeocera kurbatovi Löbl, 1993
- Derarimus kurbatovi Telnov, 1998
- Dichelotarsus kurbatovi Kazantsev, 1998, parfois nommé Asiopodabrus kurbatovi (Kazantsev, 1998) ou Podabrus kurbatovi (Kazantsev, 1998)
- Edaphosoma kurbatovi Puthz, 2010
- Eucinetella kurbatovi Nikitsky, 1996
- Frostia kurbatovi Wittmer, 1997
- Kurilister kurbatovi Tishechkin, 1992, désormais Margarinotus kurbatovi (Tishechkin, 1992)
- Laena kurbatovi Schawaller, 2006[1]
- Malthodes kurbatovi Kazantsev, 1995
- Megarthrus kurbatovi Cuccodoro, 2018[2]
- Nemadus kurbatovi Perkovsky, 1994
- Proleptodirina kurbatovi Perkovsky, 1998
- Rhagonycha kurbatovi Kazantsev, 1994
- Scaphidium kurbatovi Löbl, 1999[3]
- Sciaphyes kurbatovi Perreau, 1996
- Sinobathyscia kurbatovi Perreau, 1999
- Thinodromus kurbatovi Gildenkov, 2000
- Trechus kurbatovi Belousov & Kabak, 2000
- Trichotichnus kurbatovi Kataev & N. Ito, 1999
- Wallacedela kurbatovi Matalin, 1998, désormais Thopeutica kurbatovi (Matalin, 1998)